# المسعودیه، حمص
المسعودیه (به عربی: المسعودیة) یک منطقهٔ مسکونی در سوریه است که در استان حمص واقع شده‌است. المسعودیه ۱٬۷۵۵ نفر جمعیت دارد.